# 安戈尼龍獸屬
安戈尼龍獸屬（學名：Angonisaurus）是獸孔目二齒獸下目的一屬，生存於三疊紀中期的非洲。
正模標本（編號BMNH R 9732）是一個部分身體骨骼與頭顱骨、下頜，發現於坦尚尼亞，地質年代為三疊紀中期的安尼西階。